# Константинос Михаил
Константинос Михаил (на гръцки: Κωνσταντίνος Μιχαήλ) е гръцки философ, лекар и лингвист.

## Биография
Константинос Михаил е роден в 1751 година в западномакедонския град Костур, Османската империя. Първоначално посещава училищата в родния си град и Сятища при Михаил Папагеоргиу. След това учи в Германия, а по-късно философия и медицина във Виенския университет. Остава да работи във Виена като лекар и по същото време се отдава на книжовна дейност.
Михаил дарява значителни суми на училищата в Костур. Също така дарява личната си библиотека, състояща се от 600 книги, на гръцката църковна община в Костур.